# 박카스배 한ㆍ중 바둑 미래 천원전
박카스배 한·중 바둑 미래 천원전은 한국기원과 스포츠조선이 공동 주최하고 동아제약이 후원하는 바둑 기전이다. 이 기전이 창설됨에 따라 국내 천원전이 19기를 끝으로 종료되었다.

## 대회 방식
- 대한민국과 중국의 만 20세 이하 프로기사들이 5명씩 팀을 이뤄 대결하는 국가대항전이다.
- 시합 전에 제출한 오더에 따라 1대 1로 대결한다.
- 각 팀에 반드시 여자기사 한명이 있어야 한다.
- 만 20세 이하 3명, 만 16세 이하 2명으로 팀을 구성해야 한다.

## 대국 규정
- 제한시간 각 1시간, 1분 초읽기 5회
- 덤 6.5

## 대회 상금
- 우승 5000만원
- 준우승 2000만원

## 대회 결과
| 년도 | 회차 | 우승 | 준우승   | 전적 |
| ---- | ---- | ---- | -------- | ---- |
| 2015 | 1    | 중국 | 대한민국 | 6:4  |

### 1회(2015)

#### 1차전
| 날짜     | 순번 | 한국   | 전 | 적 | 중국     | 결과        |
| -------- | ---- | ------ | -- | -- | -------- | ----------- |
| 6월 17일 | 주장 | 오유진 | X  | O  | 미위팅   | 한국3:2중국 |
| 6월 17일 | 2장  | 이동훈 | O  | X  | 판팅위   | 한국3:2중국 |
| 6월 17일 | 3장  | 신민준 | O  | X  | 커제     | 한국3:2중국 |
| 6월 17일 | 4장  | 신진서 | O  | X  | 위즈잉   | 한국3:2중국 |
| 6월 17일 | 5장  | 백찬희 | X  | O  | 자오천위 | 한국3:2중국 |

#### 2차전
| 날짜     | 순번 | 한국   | 전 | 적 | 중국     | 결과        |
| -------- | ---- | ------ | -- | -- | -------- | ----------- |
| 6월 18일 | 주장 | 이동훈 | X  | O  | 커제     | 한국1:4중국 |
| 6월 18일 | 2장  | 신민준 | X  | O  | 미위팅   | 한국1:4중국 |
| 6월 18일 | 3장  | 백찬희 | X  | O  | 판팅위   | 한국1:4중국 |
| 6월 18일 | 4장  | 신진서 | O  | X  | 자오천위 | 한국1:4중국 |
| 6월 18일 | 5장  | 오유진 | X  | O  | 위즈잉   | 한국1:4중국 |

- 1,2차전 합산 승국이 많은 국가가 우승. 동률시 2차전 주장전 승팀이 우승.

중국 6:4로 우승